# Meinrad Behren
Meinrad Behren OCSO (* 21. Februar 1916 in Kempten (Allgäu) als Josef Arnold Behren; † 5. September 2004 in Heimbach, Eifel) war ein deutscher Abt im Trappistenorden.
Josef Behren trat 1937 in die Trappistenabtei Mariawald ein und erhielt den Ordensnamen Meinrad. Am 9. Mai 1943 wurde er in Mainz zum Priester geweiht. Als die Abtei Mariawald 1941 von den Nationalsozialisten aufgelöst wurde, ging er in die Abtei Oelenberg im Elsass; als die britische Militärregierung 1945 nach dem Ende des Zweiten Weltkriegs den Fortbestand der Abtei genehmigt hatte, kehrte er nach Mariawald zurück.
Am 5. Januar 1983 wurde Meinrad Behren als Nachfolger von Franziskus Heereman zum Superior ad nutum der Abtei Mariawald ernannt und am 2. Juli 1983 dort zum Abt gewählt. Die Abtbenediktion erhielt er am 30. Juli 1983. Am 30. Oktober 1992 trat er als Abt zurück. Danach war er bis 1995 Rektor in der Trappistinnenabtei Maria Frieden in Dahlem (Nordeifel). Sein Nachfolger als Abt von Mariawald wurde der Franzose Franziskus de Place.